# Исак Болеславски
Исак Ефремович Болеславски (на украински език Ісаак Єфремович Болеславський, на руски език Исаак Ефремович Болеславский), (09.06.1919 – 15.02.1977) е съветски шахматист от бившата Украинска ССР, днес Украйна. Заслужил майстор на спорта на СССР (1948), гросмайстор (1950), претендент за световно първенство, шахматен теоретик и треньор. Заслужил треньор на СССР (1964).

## Ранна кариера
Исак Болеславски е роден в град Золотоноша, административен център на Золотоношки район, Черкаска област, централна Украйна. Научава се да играе шах на 9 години. През 1933 г. става шампион за ученици на Днепропетровск. Три години по-късно печели трета награда на всесъюзния младежки шампионат в Ленинград.
През 1938 г., на 19 години, той побеждава на украинския шампионат по шахмат; на 20 години печели отново шахматното първенство на Украинска ССР и става национален майстор на спорта. Следва филология в Свердловския университет.
През 1940 г. Болеславски дебютира на финала на 12-ия шампионат по шахмат на СССР в Москва. Той печели 8 от последните си 10 партии и заема 5 – 6 място заедно с Михаил Ботвиник, но губи от него в директния двубой и оттогава мечтае да вземе реванш. В края на 1940 г. за трета поредна година печели украинския шампионат по шахмат.
През следващите 10 години Болеславски постоянно подобрява своите резултати. През февруари 1941 г. гросмайстор Сало Флор пише, че „Болеславски е преди всичко прекрасен тактик, но, като стратег, той още не е напълно на висота“. Шампионът на Украйна знае, че тази оценка е близка до истината и трябва отново да се занимава и да изучава творчеството на Михаил Чигорин, Капабланка, Рубинщайн. През март 1941 г. взима участие в мач-турнир за титлата Абсолютен шампион на СССР и завършва четвърти от 6 участници. По това време има изпити в университета и подготовката му за мач-турнира е недостатъчна.

От 1942 г. Болеславски отново редовно участва в крупни турнири. Успешно играе на в шампионата на столицата, класира се в Куйбишев пред гросмайстор Василий Смислов. На шампионата на СССР през 1944 г. заема трето място.

През 1945 г. на 14-ия всесъюзен шампионат става вицешампион на СССР след Ботвиник като печели 9 партии, 6 завършва наравно и губи 2. Удостоен е със званието „гросмайстор“ в СССР. Той прави своя международен дебют на радиомача по шахмат СССР – САЩ през 1945 г. В първата партия завършва реми с Рубен Файн и го побеждава във втората, печелейки наградата за най-добра партия в мача . В СССР гледат на Файн като на най-силния американски шахматист, основавайки се на неговите международни резултати.
Жени се за Нина Гавриловна Болеславская (1919 – 2005). През 1946 г. се ражда неговата дъщеря Татяна Исаковна Болеславская. Тя завършва Минската консерватория – изкуствовед, доцент в Беларуския държавен университет. През 1983 г. Татяна се омъжва за известния шахматист Давид Бронщайн (роден 1924 г.), с когото се запознават още през 1964 г., а за пръв път той я видял, когато тя била едва на три години. Този брак продължава 23 години до смъртта на Бронщайн. Болеславски и Бронщайн са приятели още от 1930 г. През 1946 г. Болеславски играе за пръв път в международен турнир в Гронинген и заема 6 – 7 място. През 1947 г. отново е вицешампион на СССР.

## Кандидат за световен шампион
Болеславски играе на турнира на претендентите в Будапеща през 1946 г. и се класира за първия междузонален турнир в Салтшьобаден през 1948 г. Победител в междузоналния турнир е Давид Бронщайн.
Върха на своите спортни постижения Болеславски достига през 1950 г. На световно първенство в турнира на претендентите той разделя 1 – 2 място с Давид Бронщайн. Назначен е допълнителен мач между тях и тук Болеславски допуска психологическа грешка – готвейки се за мача с Бронщайн, през цялото време мислел за мача с Ботвиник. Впоследствие той си спомня за своите планове: „Аз реших, че при систематична работа над себе си мога и да го победя. „Дяволът не е толкова страшен, както го рисуват“. Загубите от Ботвиник в две партии в мач-турнира през 1941 година и партията от 14-ия шампионат на СССР след четири години с нищо не са ме отрезвили. На мен ми се струва, че аз разбирам играта на Ботвиник, виждам нейните силни и слаби страни. Аз започнах да се готвя за среща с него. Разбирах, естествено, че това е шахматист със съвсем различен стил от моя през тези години. Но считах, че имам шансове за победа“. Само с 1 точка Болеславски отстъпва на Бронщайн – 6,5:7,5 (+3, −2, =9), но цената на тази точка е мачът за званието „световен шампион“, който така си и остава мечта.

През 1950 г. Болеславски получава титлата „международен гросмайстор“ от ФИДЕ.

На следващия турнир на претендентите през 1953 г. в Цюрих Болеславски завършва на 10 – 11 място и повече не се класира за следващия цикъл на световно първенство.

## Късна кариера
През следващите години Болеславски успешно играе в редица турнири – Букурещ (1953), Дебрецен (1961), Стокхолм (1964), в които разделя 1 – 2-ро място. Има положителен баланс в срещите с Михаил Тал (+2, =3). Побеждава Тал в Рига с черните фигури през 1958 г., 2 години преди Тал да стане световен шампион .

Обаче най-голяма склонност проявява към треньорската работа. На 37 години Исак е бил секундант на Василий Смислов на победния за него турнир на претендентите (1956), а три години след това за помощ към него се обръща Тигран Петросян. Тяхното съдружество било дълго и плодотворно. Болеславски е негов треньор и секундант от 1959 до 1969 г. През 1963 година Петросян побеждава Ботвиник и става световен шампион, а три години след това защитава титлата в борба с Борис Спаски. „За всички мои успехи, достигнати по времето на нашата съвместна работа, – признава впоследствие Петросян, – „вината“ на Исак Ефремович Болеславски е огромна“. Треньор е на сборния олимпийски отбор на СССР – 1958 – 1970 г., треньор на Висшата школа за шахматно майсторство на Белоруската ССР – 1966 – 1976.
Исак Болеславски се отличавал с добра памет, енциклопедични познания, доброжелателност и скромност. Много от неговите съвременници привлича комбинационния стил в играта му. Бронщайн го нарича „художник на шахмата“ и го счита за един от най-острите съветски шахматисти.

Болеславски умира на 15 февруари 1977 г. в Минск на 57 години след инцидент с фрактура и фатална инфекция в болница. Погребан е на Чижовското гробище в Минск.

## Основни спортни и творчески резултати
Автор е на книгите „Избранные партии“ (1957), „Руководство по шахматам“ (1965, съавтор), „Петросян – Спасский, 1969“ (1970, съавтор). Награден е с ордена „Знак на Почет“ (1957) .
| Година | Турнир                                                     | Резултат  | Място   |
| ------ | ---------------------------------------------------------- | --------- | ------- |
| 1938   | 10-и шампионат на Украйна                                  | 13 от 17  | 1       |
| 1939   | 11-и шампионат на Украйна                                  | 12 от 15  | 1       |
| 1940   | 12-и шампионат на Украйна                                  | 13 от 17  | 1       |
|        | 12-и шампионат на СССР                                     | 11½ от 19 | 5 – 6   |
| 1941   | Мач-турнир за званието Абсолютен шампион на СССР по шахмат | 9 от 20   | 4       |
| 1944   | 13-и шампионат на СССР                                     | 10 от 16  | 3       |
| 1945   | 14-и шампионат на СССР                                     | 12 от 17  | 2       |
|        | Радиомач СССР – САЩ (3-та дъска)                           | 1½ от 2   |         |
| 1946   | Радиомач СССР – Великобритания (4-та дъска)                | 1 от 2    |         |
|        | Шампионат на РСФСР                                         | 9 от 11   | 1       |
|        | Гронинген                                                  | 11 от 19  | 6 – 7   |
| 1947   | 15-и шампионат на СССР                                     | 13 от 19  | 2       |
|        | Варшава                                                    |           | 2 – 5   |
|        | Мемориал Чигорин (Москва)                                  | 10 от 15  | 3 – 4   |
| 1948   | Междузонален турнир                                        | 12 от 19  | 3       |
| 1949   | 17-и шампионат на СССР                                     | 11½ от 19 | 5 – 7   |
| 1950   | Турнир на претендентите                                    | 12 от 18  | 1 – 2   |
|        | Мач с Давид Бронщайн                                       | 6½:7½     |         |
|        | 18-и шампионат на СССР                                     | 9 от 17   | 7 – 10  |
| 1952   | 20-и шампионат на СССР                                     | 11½ от 19 | 4 – 5   |
|        | Шампионат на Беларус                                       |           | 1       |
| 1953   | Турнир на претендентите                                    | 13½ от 28 | 10 – 11 |
|        | Букурещ                                                    |           | 4 – 6   |
| 1956   | 23-ти шампионат на СССР                                    | 9 от 17   | 8       |
| 1957   | 24-ти шампионат на СССР                                    | 11½ от 21 | 9       |
| 1958   | 25-и шампионат на СССР                                     | 9½ от 18  | 9 – 11  |
| 1961   | 28-и шампионат на СССР                                     | 9 от 19   | 12 – 13 |
|        | Мемориал Асталоша (Дебрецен)                               | 9½ от 13  | 1 – 2   |
| 1964   | Шампионат на Беларус                                       |           | 1       |
|        | Стокхолм                                                   |           | 2       |